# Kaija Kärkinen
Kaija Hannele Kärkinen, més coneguda com a Kaija Kärkinen o simplement Kaija (Sodankylä, 9 de setembre de 1962) és una cantant i actriu finesa. És coneguda majorment pel fet de representar a Finlàndia al Festival de la Cançó d'Eurovisió 1991 amb la cançó "Hullu yö" (en finès, "Nit boja"), que finalitzà 20a.

## Carrera
Començà la seva carrera en un grup folklòric lapó com a solista.
Kaija estudià pedagogia a la Universitat de Lapònia i teatre a l'Acadèmia de Teatre de Hèlsinki. Després del concurs començà a treballar amb Ile Kallio i fundà amb ell un duo.

## Eurovisió 1991
El 1991, ella participà en la Final Nacional finlandesa amb l'objectiu de representar al seu país al Festival d'Eurovisió aquell mateix any. La seva cançó "Hullu yö" guanyà dita competència i li va donar el dret a Kärkinen de viatjar per a representar al país nòrdic a Roma, Itàlia.
Finalment, la cançó aconseguí només 6 punts (4 punts entregats per Irlanda, 1 de Grècia i 1 d'Islàndia), posicionant-se en el 20è lloc.

## Vida personal
La cançó amb la que participà a Eurovisió, "Hullu yö", comptà amb la col·laboració del seu actual marit, el músic finès Ile Kallio, amb qui té 2 fills.